# تورو ایواساوا
تورو ایواساوا (ژاپنی: 岩澤 徹؛ زادهٔ ۱۸ ژوئن ۱۹۸۵) یک بازیکن فوتبال اهل ژاپن است.
از باشگاه‌هایی که در آن بازی کرده‌است می‌توان به باشگاه ورزشی یوکوهاما اشاره کرد.